# 서승표
서승표(徐承杓, 1905년 ~ ?)는 일제강점기의 이사관 겸 군수이다.

## 생애
서울 출신이다. 1929년 3월 일본 히메지 고등학교를 졸업했고, 다음 달인 4월 교토제국대학 대학원 법학부에 입학해 1934년 수료했다. 1934년 조선총독부 철도국 경성철도사무소 경성역 서기를 시작으로 1935년 평안남도 내무부 학무과 속 겸 진남포부속, 1936년 평안남도 내무부지방과 속 겸 진남포부 내무과 속을 거쳤다. 1937년 7월 군수로 승진하였고 1941년 4월 평안북도 희천군수로 옮겼으며, 희천직물검사소 소장을 겸했다. 1943년 9월 평안북도 이사관(노무과장)으로 자리를 옮겨 해방될 때까지 재직했다.